# Cotangente hiperbólica

Gráfica de la función cotangente hiperbólica.

En trigonometría, la cotangente hiperbólica de un número real {\displaystyle x}, es una función hiperbólica definida como la inversa de la tangente hiperbólica. Se simboliza {\displaystyle {\text{coth}}(x)} o {\displaystyle {\text{cotgh}}(x)} y matemáticamente se sintetiza:

{\displaystyle \operatorname {coth} (x)={\frac {\operatorname {cosh} (x)}{\operatorname {senh} (x)}}={\frac {e^{x}+e^{-x}}{e^{x}-e^{-x}}}}

## Características
El dominio de la función está definido para {\displaystyle (-\infty ,0)} y {\displaystyle (0,+\infty )} y su codominio queda definido para el intervalo {\displaystyle (-\infty ,-1)} y {\displaystyle (1,+\infty )}. La función presenta una asíntota horizontal en {\displaystyle y=-1} y en {\displaystyle y=1}. A ambos lados de la asíntota nos encontramos una función monótona estrictamente decreciente.

### Derivación
La derivada de la función es:

{\displaystyle {\frac {\mathrm {d} }{\mathrm {d} x}}\coth x=1-\coth ^{2}x=-{\frac {1}{\sinh ^{2}x}}=-\operatorname {csch} ^{2}x}

### Teorema de adición
La función cotangente hiperbólica, como demuestra el teorema de adición, se puede sintetizar en:

{\displaystyle \coth(\alpha +\beta )={\frac {1+\coth \alpha \,\coth \beta }{\coth \alpha +\coth \beta }}}